# Sphaeroma peruvianum
Sphaeroma peruvianum är en kräftdjursart som beskrevs av Richardson1910. Sphaeroma peruvianum ingår i släktet Sphaeroma och familjen klotkräftor. Inga underarter finns listade i Catalogue of Life.